# Lomazzo
Lomazzo (lombardul: Lomazz) település Olaszországban, Lombardia régióban, Como megyében. Lakosainak száma 9903 fő (2023. január 1.). Lomazzo Bregnano, Cadorago, Guanzate, Rovello Porro, Cirimido, Rovellasca és Turate községekkel határos.

## Népesség
A település lakossága az elmúlt években az alábbi módon változott:
| Lakosok száma | 9959 | 9929 | 9903 |
|               | 2017 | 2018 | 2023 |